# Baia di Howe
La baia di Howe (in inglese Howe Sound) è una grande baia al cui interno si sviluppa una complessa rete di fiordi. La baia è di forma grosso modo triangolare, e si trova immediatamente a nordovest di Vancouver. Sbocca sullo stretto di Georgia fra West Vancouver e la Sunshine Coast; l'estremità opposta, a circa 42 km di distanza, si trova presso la località di Squamish. Include numerose isole, di cui molte edificate; le tre maggiori sono: Gambier Island, Bowen Island e Anvil Island.
Lo Howe Sound prende il nome dall'ammiraglio Richard Howe; fu George Vancouver a battezzarlo, quando giunse nella zona per la prima volta nel 1792.
Prima dell'avvento degli europei, la regione dello Howe Sound era popolata da popoli nativi del gruppo Squamish/Salish.